# ظهره الراحة (المخادر)

تعديل مصدري - تعديل

ظهره الراحة محلة تابعة لقرية الحمري، التابعة لعزلة السحول بمديرية المخادر إحدى مديريات محافظة إب في الجمهورية اليمنية، بلغ تعداد سكانها 132 حسب تعداد اليمن لعام 2004.